# 미하일 로트만

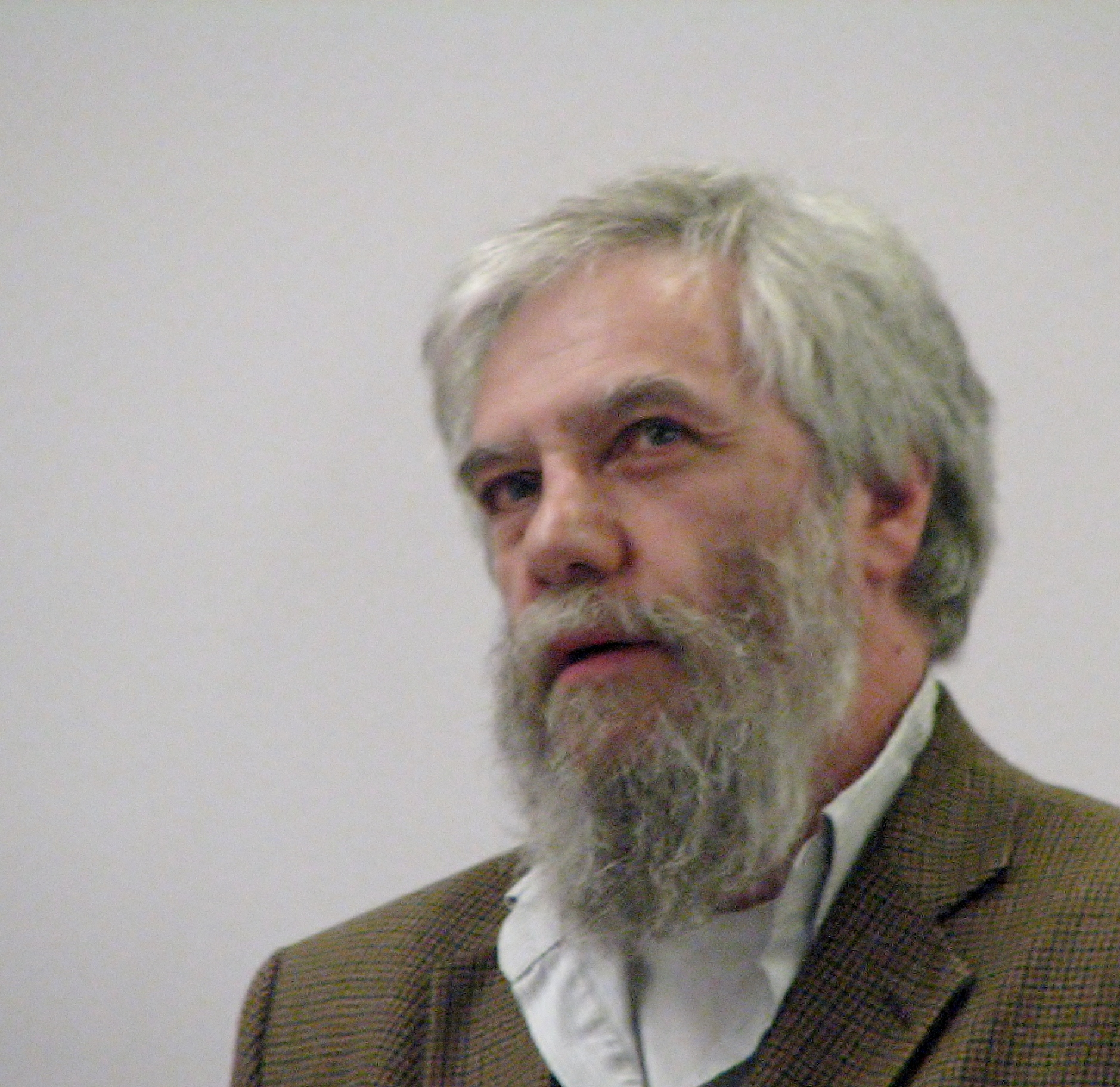
로트만(2012년)

미하일 로트만(에스토니아어: Mihhail Lotman, 1952년 9월 2일 ~ )은 에스토니아의 문학연구자이자 정치인으로, 유리 로트만과 자라 민츠의 아들이다.
미하일 로트만의 연구 분야는 텍스트론과 러시아 문학사 및 일반기호학과 문화기호학 등이다. 탈린 대학교 기호학 및 문학이론 교수이며 타르투 대학교 기호학 연구집단의 일원이다.